# Бърз и яростен
„Бърз и яростен“ (на английски: Fast & Furious) е американски екшън филм от 2009 г. на режисьора Джъстин Лин и сценариста Крис Морган. Това е четвъртият филм от поредицата „Бързи и яростни“. Пол Уокър е в ролята си от първите два филма, а Вин Дизел, Мишел Родригес и Джордана Брустър се завръщат в ролите си от първия филм.

## Актьорски състав
| Актьор           | Роля                        |
| ---------------- | --------------------------- |
| Вин Дизел        | Доминик Торето              |
| Пол Уокър        | Брайън О'Конър              |
| Мишел Родригес   | Лети Ортис                  |
| Джордана Брустър | Мия Торето                  |
| Джон Ортис       | Артуро Брага / Рамон Кампос |
| Лаз Алонсо       | Феникс Калдерон             |
| Гал Гадот        | Жизел Яшар                  |
| Сунг Канг        | Хан Сеул                    |
| Тего Калдерон    | Лео Тего                    |
| Дон Омар         | Рико Сантос                 |
| Джак Конли       | Пенинг                      |